# Kirgistan na Letnich Igrzyskach Olimpijskich 2000
Kirgistan na Letnich Igrzyskach Olimpijskich 2000 reprezentowało 48 zawodników, 35 mężczyzn i 13 kobiet.

## Zdobyte medale
| Medal | Zawodnik       | Dyscyplina | Konkurencja                       |
| ----- | -------------- | ---------- | --------------------------------- |
| Brąz  | Ajdyn Smagułow | Judo       | Waga ekstralekka (60 kg) mężczyzn |